# Georgi Gapon
Gueorgui Apolónovich Gapon (en rus, Георгий Аполлонович Гапон; 1870 - 10 d'abril de 1906) va ser un sacerdot ortodox rus i un líder popular de la classe obrera abans de la Revolució russa de 1905.
Gapon era fill d'un granger ric de la regió de Poltava. Va ser educat en un seminari. Es va casar el 1896 i, després de la mort de la seva esposa en 1898, es va traslladar a Sant Petersburg i es va graduar allí en l'acadèmia de teologia, el 1903.
El pare Gapon va organitzar l'Assemblea d'Obrers Industrials Russos de Sant Petersburg, afavorida pel Departament de Policia i la policia secreta de Sant Petersburg, l'Okhrana. Els objectius de l'assemblea consistien a defensar els drets dels treballadors i augmentar la seva moral i fe religiosa. Només els adscrits a la confessió ortodoxa podien accedir als seus càrrecs. Aviat l'organització aconseguiria dotze divisions i vuit mil membres, i Gapon va tractar d'estendre les seves activitats a Kíiv i Moscou.
Des de finals de 1904, Gapon va començar a col·laborar amb radicals que defensaven l'abolició de l'autocràcia tsarista. El 9 de gener (22 de gener, seguint el calendari gregorià), un dia després que esclatés la vaga general a Sant Petersburg, Gapon va organitzar una marxa d'obrers amb la finalitat de presentar una missiva al tsar, que acabaria en tragèdia (Diumenge Sagnant). Els seus seguidors li van salvar la vida aquell dia. Després d'aquests successos, va excomunicar a l'emperador i va exhortar els treballadors que actuessin contra el règim, però molt aviat va fugir a l'estranger, on va mantenir estret contacte amb el Partit Social-Revolucionari i va visitar Lenin. Després del Manifest d'Octubre, va tornar a Rússia i va continuar la seva relació amb la Ojrana. Sospitós de ser un agent provocador, Gapon va ser penjat en una cabanya finlandesa per Pinhas Rutenberg, qui paradoxalment havia marxat al costat d'ell en el Diumenge Sagnant, executant així una sentència de mort emesa per la direcció del Partit Social-Revolucionari.